# Churchill Crocodile
Cet article court présente un sujet plus développé dans : Churchill (char) et Hobart's Funnies.
Le Churchill Crocodile est une version  du char Churchill Mark VII converti en char lance-flammes en remplaçant l'une de ses mitrailleuses par un lance-flammes Ronson. Il s'agit de l'un des nombreux Hobart's Funnies, série de conversions majoritairement développées pour l'usage du génie. Il conservait donc la tourelle et le canon de 75 mm de base. Le kit de conversion est produit à partir d'octobre 1943 à 800 unités, 250 unités étant gardées en réserve.
Il tirait une remorque blindée de 6,5 tonnes qui emportait 1 800 litres de combustible, soit environ 81 secondes de tir continu au lance-flammes. Cependant, la pression nécessaire pour tirer loin ne pouvait pas être maintenue pendant très longtemps, c'est pourquoi l'arme était utilisée lors de tirs de quelques secondes seulement. Le lance-flammes avait une portée d'environ 110 mètres.
Il sert dans trois régiments blindés en Europe à partir du débarquement de Normandie puis durant la guerre de Corée.

## Galerie

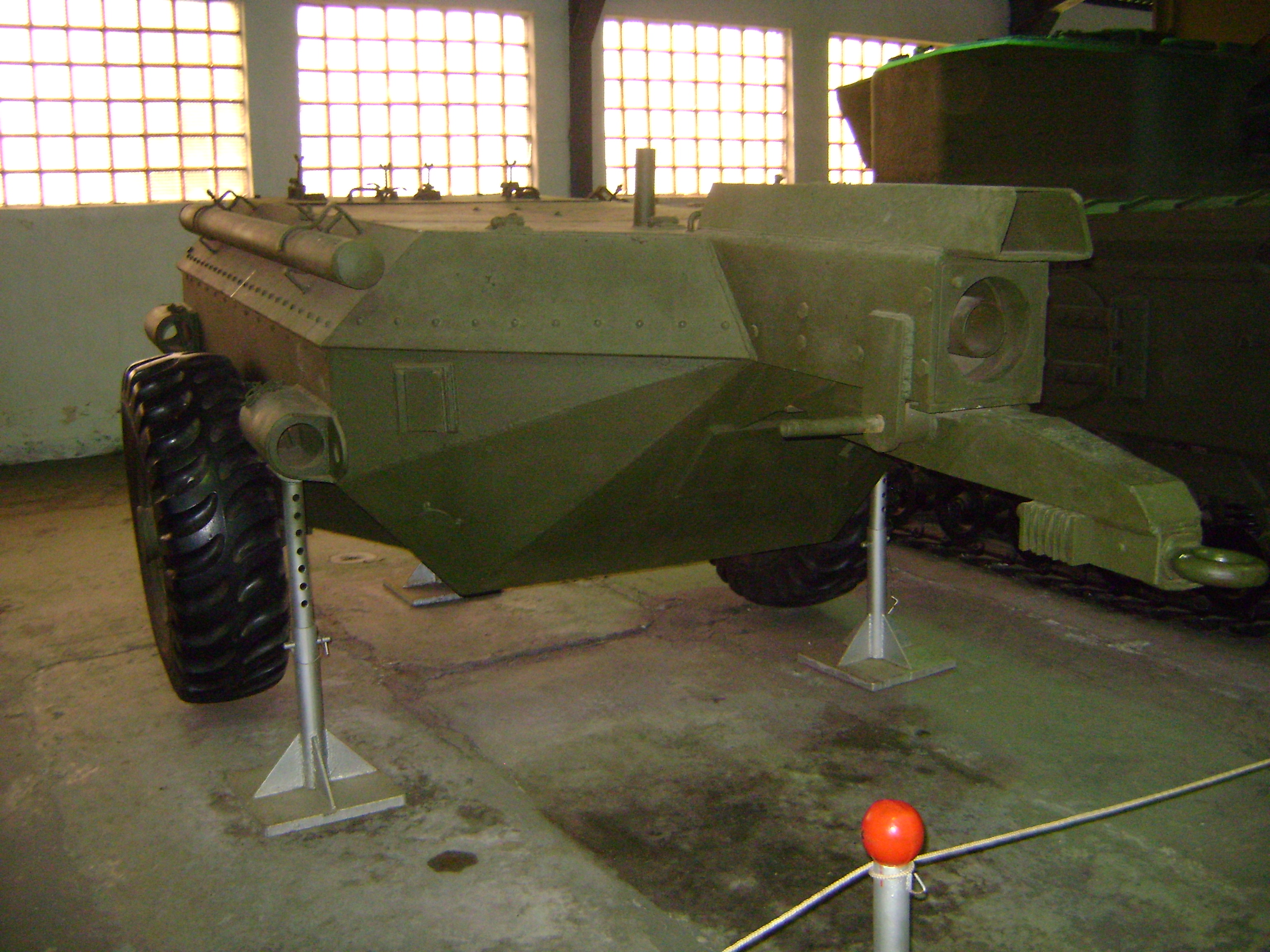
Remorque de liquide incendiaire
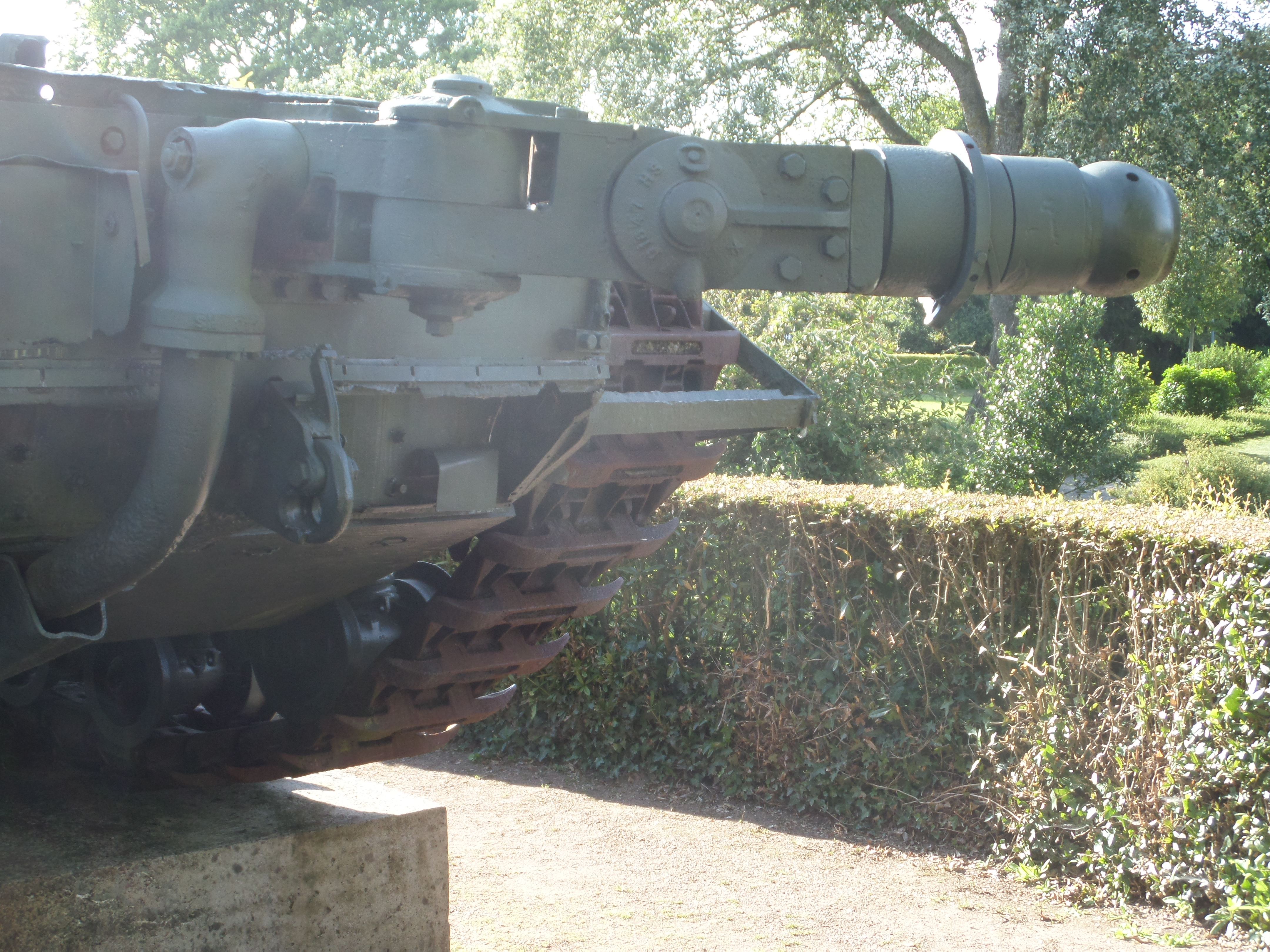
Liaison avec la remorque
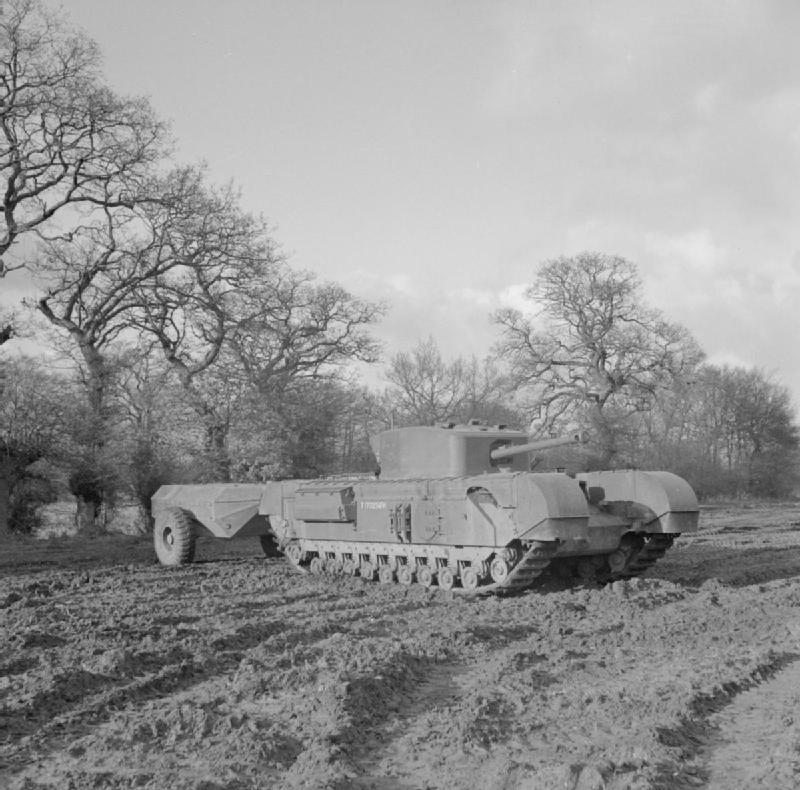
L'ensemble complet
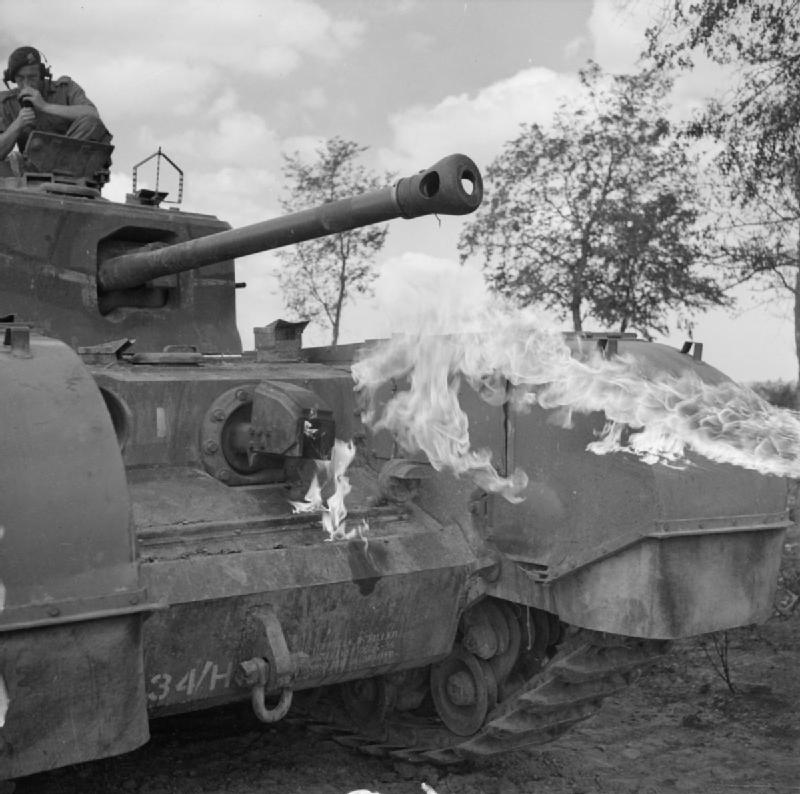
Le lance-flammes, sous le canon
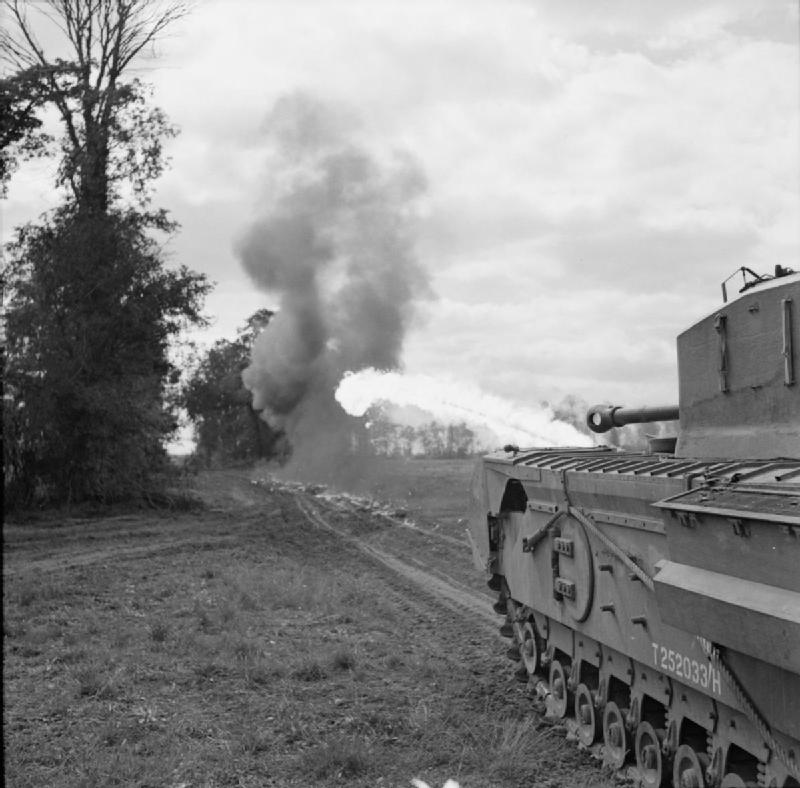
France, 1944